# NGC 2534
NGC 2534 est une galaxie elliptique située dans la constellation du Lynx. NGC 2534 a été découverte par l'astronome germano-britannique William Herschel en 1790.

## Caractéristiques
Selon la base de données Simbad, NGC 2534 est une galaxie LINER, c'est-à-dire une galaxie dont le noyau présente un spectre d'émission caractérisé par de larges raies d'atomes faiblement ionisés.

### Distance
Sa vitesse par rapport au fond diffus cosmologique est de 3 638 ± 8 km/s, ce qui correspond à une distance de Hubble de 53,7 ± 3,8 Mpc (∼175 millions d'al).

### Émission de radiation ultraviolette
NGC 2534 est une galaxie dont le noyau brille dans le domaine de l'ultraviolet. Elle est inscrite dans le catalogue de Markarian sous la cote Mrk 85 (MK 85).